# Église Saint-François-de-Paule de Rome
Pour les articles homonymes, voir Église Saint-François-de-Paule.
L'église Saint-François-de-Paule, (italien : chiesa di San Francesco di Paola) est une église romaine située à Rome (dans le rione de Monti, sur la piazza Francesco di Paola) et dédiée à saint François de Paule. Édifiée entre 1624 à 1630, elle est depuis le siège du supérieur général de l'ordre des Minimes.

## Historique
L'église est édifiée de 1624 à 1630 par l'architecte Orazio Torriani d'après une commande de Giovanni Pizzullo, un prêtre originaire de Calabre, et allouée aux prêtres de l'ordre des Minimes fondé par François de Paule. D'importants travaux réalisés en 1884 ont abouti à une ouverture de l'église sur la via Cavour, à la suppression d'un petit édifice, et à la construction d'un important mur de soubassement en raison de la différence de niveau d'une dizaine de mètres avec la rue.
L'église abrite depuis 1967 le titre cardinalice de San Francesco di Paola ai Monti.

## Architecture et intérieur
L'église est à nef unique avec trois chapelles latérales par côté. Le campanile de l'église est issu du palais des Borgia. Elle abrite des œuvres de Giovanni Antonio de Rossi, avec son maître-autel de 1655, un cycle de peintures sur les Miracles de François de Paule de Giuseppe Bartolomeo Chiari et une Apparition de la Vierge à saint François (1660).

## Sources et références
- (it) Cet article est partiellement ou en totalité issu de l’article de Wikipédia en italien intitulé « Chiesa di San Francesco di Paola (Roma) » (voir la liste des auteurs).
- C. Rendina, Le Chiese di Roma, Newton & Compton Editori, Milan 2000, p.108